# Tsukemono
Gli tsukemono (漬物? lett. "cibi in salamoia") sono sottaceti tipici della cucina giapponese.

## Utilizzo
Sono considerati soprattutto un contorno che accompagna il riso (おかず o お数 o お菜 o 御菜?, okazu) e la zuppa di miso durante i pasti. Apprezzati per l'inconfondibile sapore, hanno funzione anche di stuzzichini, digestivi, pulizia del palato, guarnitura e condimento.
Si conservano senza alterarsi per lunghi periodi, ed è questa la proprietà per cui sono presenti nella cucina giapponese da prima che fosse introdotta la refrigerazione, quando la salamoia era uno dei pochi metodi per conservare i cibi. Possono essere preparati conservandoli sotto il sale, sottaceto, con apposite muffe o con la fermentazione.

## Preparazione
Per fare gli tsukemono, vengono impiegati diversi tipi di verdure ed anche alcuni frutti. Tra i più impiegati vi sono il ravanello giapponese (daikon), il cetriolo, la melanzana, la carota, il cavolo, lo zenzero, la cipolla ecc. Il tradizionale tsukemono alla prugna è chiamato umeboshi. Talvolta vengono usate alghe e frutti di mare per insaporire ulteriormente gli tsukemono. Alcuni dei metodi con cui vengono preparati sono usati anche per conservare frutti di mare o pietanze a base di carne.

## Alcuni tipi
- Asazuke: veloce da preparare
- Beni shoga: zenzero tagliato a strisce sottili o tritato e marinato nell'umezu
- Bettarazuke: popolare a Tokyo
- Fukujinzuke: con daikon, melanzane, cetriolo
- Gari: zenzero tagliato a strisce sottili e marinato in una soluzione di aceto, acqua e zucchero
- Kasuzuke: macerati in un composto che contiene le scorie di fermentazione del sakè, sale, zucchero e il vino dolce mirin[1]
- Karashizuke
- Matsumaezuke
- Misozuke: macerati nel miso
- Narazuke
- Nozawana
- Nukazuke: macerati in un composto comprendente crusca (糠?, nuka) tostata, sale, alga kombu e altri ingredienti minori. Risciacquati prima del consumo, sono ricchi di lattobacillo e indicati per la digestione[1]
- Senmaizuke
- Shibazuke
- Shoyuzuke: marinati in salsa di soia
- Suzuke: marinati in aceto di riso
- Takuan
- Tsukudani: fatti bollire con salsa di soia e mirin[1]
- Wasabizuke
- Umeboshi
- Rakkyōzuke
- Shiozuke: semplice modo di preparazione, tagliando a fette sottili la verdura e cospargendola con un po' di sale[1]